# 114 aC
El 114 aC va ser un any del calendari romà prejulià. Durant la República i l'Imperi Romà es coneixia com l'Any del Consolat de Balb i Cató o també any 640 Ab urbe condita o de la fundació de la ciutat). L'ús del nom «114 aC» per referir-se a aquest any es remunta a l'alta edat mitjana, quan el sistema Anno Domini va ser el mètode de numeració dels anys més comú a Europa.

## Esdeveniments

### Imperi Selèucida
- Antíoc IX de Cízic, fill d'Antíoc VII Sidetes i de Cleòpatra Tea, torna a Síria i provoca una guerra civil en aixecar-se contra Antíoc VIII Grif i proclamar-se rei.[2]

### Germània i Gàl·lia
- Els cimbres abandonen les seves terres natals prop del mar Bàltic, a la península de Jutlàndia, per les contínues inundacions, i migren, acompanyats dels teutons en direcció sud-est, on es troben amb els escordiscs, als quals vencen, i seguint el seu camí s'enfronten amb els bois.[3]

### República Romana
- Mani Acili Balb i Gai Porci Cató Licinià són elegits cònsols.[4]
- Emília, una vestal, és condemnada a mort acusada d'incest. Va induir dues altres verges vestals, Màrcia i Licínia, a cometre el mateix delicte. Les altres dues són absoltes en un primer moment, però més tard són condemnades pel pretor Luci Cassi Longí.[5][6]

### Hispània
- Gai Mari és nomenat propretor a Lusitània on combat contra els bandits. Per aquest temps es casa amb Júlia, la germana de Gai Juli Cèsar, pare de Juli Cèsar.[7]

## Naixements
- Quint Hortensi Hòrtal: polític i orador romà (mort l'any 50 aC).[8]
- Marc Antoni Gnifó, retòric romà, nascut a la Gàl·lia (mort l'any 65 aC).[9]